# Ļaudonas pagasts
Ļaudonas pagasts est une unité administrative de Madonas en Lettonie. Il est composé de trois villages, à savoir Ļaudona, Sāviena et Toce, ainsi que de plusieurs lieux-dits. Le centre administratif se trouve à Ļaudona. La route régionale P82 (Jaunkalsnava-Lubāna) traverse son territoire.

## Localités
Ļaudona, Sāviena, Toce, Kalnāji, Ķunci, Kalnvirsa, Ruķi, Aburti, Jaunzemi, Beļava, Ķikuri, Silieši, Stopāni, Zīliņi, Krīpāni, Ruči, Girļi, Cekuļi.

## Histoire
Son actuel territoire s'est formé dans la deuxième partie du XXe siècle. L'appellation pagasts fut officiellement supprimée en 1949. Après la réforme territoriale du 2009, le pagasts fut rétabli et attaché à Madonas novads.

## Patrimoine naturel
Les terres agricoles occupent 39 % du territoire du pagasts, les forêts - 51 %, les marécages - 0,7 %, couverts d'eau - 2,4 %, pour la construction est utilisé - 1 %, pour les routes - 1,6 %.
On y dénombre trois sites naturels faisant partie du Réseau Natura 2000 : La réserve de Krustkalni (Krustkalnu rezervāts), Parc naturel du bois de Driksna (Driksnas sila dabas parks), Parc naturel du bassin d'Aiviekste (Aiviekstes palienes dabas parks).
Cours d'eau :
Aiviekste, Alūksnīte, Mila, Tocīte, Nirīte, Driksnīte, Talicka, Sāvīte, Niedruška, Graulīte et Svētupe.
Lacs :
Sāvienas ezers (57,9 ha), Driksnis (40,5 ha), Līnītis (2,1 ha), Lielais Plencis (11 ha), Mazais Plencis (1,4 ha), Pārkārtnis (1,5 ha), Lielais Melnītis (1,4 ha), Melnītis (1 ha).